# 3682 Welther
3682 Welther је астероид главног астероидног појаса. Приближан пречник астероида је 19,32 ,
а средња удаљеност астероида од Сунца износи 2,752 астрономских јединица (АЈ).
Инклинација (нагиб) орбите у односу на раван еклиптике је 13,571 степени, а орбитални период износи 1668,299 дана (4,567 године). Ексцентрицитет орбите астероида износи 0,322.
Апсолутна магнитуда астероида износи 11,50 а геометријски албедо 0,118.
Астероид је откривен 12. јула 1923. године.